# UTC−11:00
UTC−11 — часовой пояс, использующийся в следующих государствах и территориях:

## В течение всегогода
- Американское Самоа ( США)
- Мидуэй (США)
- Джарвис (США)
- Пальмира (США)
- Риф Кингмен (США)
- Ниуэ ( Новая Зеландия)